# Дермановський Георгій Дмитрович
Георгій Дмитрович Дермановський (1924 — 27 березня 1944) — Герой Радянського Союзу (1945), учасник німецько-радянської війни, автоматник 384-го окремого батальйону морської піхоти Одеської військово-морської бази Чорноморського флоту, матрос.

## Біографія
Георгій Дмитрович Дермановський народився 1924 року в м Сухумі.
У ВМФ із 1943 р. Після призову був зарахований автоматником до 384-го батальйону морської піхоти ЧФ. Батальйон із боями пройшов сотні кілометрів, брав участь в операціях зі звільнення Таганрога, Маріуполя (Жданова) та Осипенків (Бердянська). У жовтні 1943 р. автоматникам Г. Д. Дермановському була вручена бойова нагорода — медаль «За відвагу».
У другій половині березня 1944 року увійшов до складу десантної групи під командуванням старшого лейтенанта Костянтина Федоровича Ольшанського, сформованого з моряків-добровольців 384-го окремого батальйону морської піхоти ЧФ, 12 саперів і зв'язківців однієї з частин 28-ї армії 3-го Українського фронту.
У ніч на 26 березня 1944 року загін пройшов на рибальських човнах з села Богоявленського (Жовтневого) 15 км вгору Південним Бугом, обидва береги якого протягом 7 км контролювалися супротивником, і на світанку висадився в порту міста Миколаєва. Загону була поставлена задача, таємно висадившись в тилу, порушити комунікації, посіяти паніку, зірвати намічений на 26 березня угон мирного населення в Німеччину, а також полегшити наступ радянських військ на Миколаїв. Безшумно знявши вартових, десантники зайняли кілька будівель порту та пристосували їх до оборони.
Дві доби загін вів бої, відбив 18 атак противника, який кинув проти загону десантників до трьох батальйонів піхоти, артилерію, шестиствольні міномети і два середні танки. Проте, вони виконали поставлене завдання, знищивши понад 700 солдатів і офіцерів противника, а також обидва танка.
Указом Президії Верховної Ради СРСР від 20 квітня 1945 року за зразкове виконання бойових завдань командування на фронті боротьби з німецькими загарбниками і виявлені при цьому відвагу і геройство матросу Георгію Дмитровичу Дермановському було присвоєно звання Героя Радянського Союзу (посмертно) .
Г. Д. Дермановський похований у братській могилі в м Миколаєві в сквері імені 68-ми десантників.

## Нагороди
- Медаль «Золота Зірка» Героя Радянського Союзу;
- орден Леніна;
- медаль «За відвагу».

## Пам'ять
- У Миколаєві у сквері імені 68-ми десантників встановлено пам'ятник.
- У селищі Богоявленському на березі Бузького лиману, звідки йшли на завдання десантники, встановлено меморіальна гранітна брила з пам'ятним написом.
- У м Сухумі в радянські часи ім'я Г. Д. Дермановського мала піонерська дружина школи № 8.